# TV Globo
ТВ Глобо (порт. TV Globo) бразилска је телевизијска мрежа основана 30. децембара 1957. Основана је и управљана од стране бизнисмена Роберта Мариња све до његове смрти, 26. фебруара 2003. Телевизија је део компаније Grupo Globo, која се бави медијима и комуникацијом. Са 107 станица, у својим и другим представништвима, представља четврту највећу националну телевизијску мрежу на свету иза CBS-а и ABC-а, чији сигнал достиже до 99,9% општина у Бразилу.
Поред теленовела, по чему је најпознатији у свету, Глобо производи и дистрибуира и мини-серије, драмске серије, телевизијске филмове, документарне филмове, хумористичке серије, ријалити шоу формате и програм за децу и младе. Сарађивао је са Sociedade Independente de Comunicação, ТВ Астеком и Телемундом и снимио три теленовеле у Португалији, Мексику и Америци.

## Глобо у Србији
ТВ Глобо је у Србији присутан од почетка 1990-их.
До данас је у Србији приказано 26 Глобових теленовела. Прва и најпознатија је Робиња Исаура. Међу најуспешнијим налазе се и Краљ сточара, Земља наде, Нова земља и Забрањена љубав.
Глобове теленовеле приказане у Србији:
| Оригинални назив: | Интернационални назив: | Преведен назив:            | Година производње: | Година емитовања: | Телевизија:        |
| ----------------- | ---------------------- | -------------------------- | ------------------ | ----------------- | ------------------ |
|                   |                        | Империја                   | 2014-2015          | 2017.             | Пинк 2             |
|                   |                        | Опсенар                    | 2011.              | 2016.             | Маг                |
|                   |                        | Завет љубави               | 2011.              | 2014.             | Хепи               |
|                   |                        | Живот тече даље            | 2011-2012          | 2013 – 2014       | Хепи               |
|                   |                        | Мезимица                   | 2008.              | 2012.             | РТВ 1              |
|                   |                        | Индија — љубавна прича     | 2009.              | 2010. 2013.       | Б92 Пинк соуп      |
|                   |                        | Сенке греха                | 2003 – 2004        | 2007 – 2008       | Кошава             |
|                   |                        | Америка                    | 2005.              | 2007.             | Фокс               |
|                   |                        | Бибер и чоколада           | 2003 – 2004        | 2006 – 2007       | Кошава             |
|                   |                        | Заљубљене жене             | 2003.              | 2004 – 2005       | РТС 1              |
|                   |                        | Кућа седам жена            | 2002.              | 2004.             | БК                 |
|                   |                        | Лука чуда                  | 2001.              | 2003 – 2004       | БК                 |
|                   |                        | Земља наде                 | 2002.              | 2003.             | РТС 1              |
|                   |                        | Забрањена љубав            | 2001.              | 2002 – 2003       | БК                 |
|                   |                        | Све за љубав               | 1996.              | 2002 – 2003       | РТС 1              |
|                   |                        | Ветрови страсти            | 2000.              | 2002.             | РТС 1              |
|                   |                        | Ураган Хилда               | 1998.              | 2002.             | БК                 |
|                   |                        | Породичне сплетке          | 2000.              | 2001 – 2002       | Локалне телевизије |
|                   |                        | Краљ сточара               | 1996.              | 2001 – 2002       | РТС 1              |
|                   |                        | Нова земља                 | 1999 – 2000        | 2001.             | РТС 1              |
|                   |                        | Страст и чежња             | 1999.              | 2000 – 2001       | Локалне телевизије |
|                   |                        | Вирџинија — окамењени круг | 1981.              | 1998.             | РТС 3              |
|                   |                        | Госпођица                  | 1986.              | 1998.             | РТС 3              |
|                   |                        | Гуштеров осмех             | 1991.              | 1994.             | РТС 3              |
|                   |                        | Робиња Исаура              | 1976.              | 1989 – 1990       | ТВ Београд         |